# Montoku
Montoku (japonsky 文徳天皇, Montoku-tennó, srpen 826 – 7. října 858) byl padesátý pátý císař Japonska v souladu s tradičním pořadím posloupnosti. Vládl od 4. května 850 do svého úmrtí 7. října 858.
Princ, jehož osobní jméno (imina) před nástupem na Chryzantémový trůn znělo Mičijasu (道康親王), byl prvorozeným synem 54. císaře Ninmjóa a jeho ženy, císařovny Godžó (五条后), občanským jménem Junši Fudžiwara.
Místo, kde je císař Montoku pohřben, je známo. Tradičně je uctíván v pamětní šintoistické svatyni (misasagi) v Kjótu. Úřad pro záležitosti japonského císařského dvora stanovil toto místo jako Montokuovo mauzoleum. Jeho formální název zní Tamura no misasagi.

## Události za Montokuova života
Dne 6. května 850 zemřel v 17. roce své vlády ve svých 41 letech císař Ninmjó a jeho nejstarší syn princ Mičijasu obdržel nástupnictví (senso). Asi měsíc nato pak formálně usedl na trůn (sokui).
Dne 17. června téhož roku zemřela Kačiko Tačibana, známá též jako císařovna Danrin (檀林皇后), vdova po císaři Sagovi, jež byla rovněž matkou císaře Ninmjóa a babičkou císaře Montokua. Tato velmi zbožná buddhistka založila chrám Danrindži (檀林寺), který byl prvním zenovým chrámem v Japonsku a který stával na místě dnešního chrámu Tenrjúdži, formálně známého jako Tenrjú Šiseizendži (天龍資聖禅寺).
Koncem tohoto roku pak císař jmenoval svého čtvrtého syna, devítiměsíčního prince Korehita (惟仁親王), svým dědicem, tj. korunním princem. Budoucí císař Seiwa byl také vnukem regenta Jošifusy Fudžiwary.
V roce 855 vypukla v provincii Mucu na severu ostrova Honšú vzpoura příslušníků národa Emiši. Na sever bylo proto vysláno vojsko čítající 1000 mužů s patřičnými zásobami. Téhož roku upadla velké soše Buddhy v chrámu Tódaidži v Naře hlava. Císař proto nařídil tehdejšímu staršímu rádci (dainagon) Jošisukemu Fudžiwarovi, který byl bratrem regenta Jošifusy Fudžiwary, aby organizoval sbírku zbožných darů z celé říše určených na zhotovení nové hlavy.
Roku 857 vypukly nepokoje mezi obyvateli ostrova Cušima. I k jejich potlačení bylo vysláno vojsko
Císař Montoku zemřel 7. října 858 ve věku 32 let.

## Rodina
Princ Mičijasu neboli císař Montoku měl asi 20 manželek, s nimiž zplodil asi 22 dětí, 5 synů a asi 17 dcer. Jeho čtvrtý syn, císařský princ Korehito, (惟仁親王) se posléze stal císařem Seiwou.